# Warmersdorf (Bodenwöhr)
 Warmersdorf  ist eine Ortschaft in der Gemeinde Bodenwöhr im Oberpfälzer Landkreis Schwandorf (Bayern).

## Geografie
Warmersdorf liegt im Osten von Bayern in der Oberpfalz einen Kilometer südlich der Bundesstraße 85, die von Schwandorf nach Cham führt. Etwa 600 Meter südlich des Ortes befindet sich die Wallfahrtskapelle St. Koloman.

## Geschichte
1364 verkaufte Albrecht der Freudenberger sein Gut in Warinstorf (Warmersdorf) und weitere Güter in Meltaw (Meldau) an das Kloster Reichenbach. 1402 ist in einem Salbuch ein Reichenbacher Lehen bei Warmstor eingetragen. Das Schottenkloster St. Jakob in Regensburg hatte in Warmsdorf von 1390 bis 1561 geringen Grundbesitz.

## Steuerdistrikt
Das Königreich Bayern wurde 1808 in 15 Kreise eingeteilt. Diese Kreise wurden nach französischem Vorbild nach Flüssen benannt (Naabkreis, Regenkreis, Unterdonaukreis usw.). Die Kreise gliederten sich in Landgerichtsbezirke. Der Landgerichtsbezirk Neunburg vorm Wald hatte 55 Steuerdistrikte. Zum Steuerdistrikt Altenschwand gehörten zu Beginn des 19. Jahrhunderts Altenschwand, Mappenberg, Meldau, Neuenschwand, und Warmersdorf.

## Gemeindezugehörigkeit
Zur Gemeinde Altenschwand gehörten die Orte, Weiler und Einöden Altenschwand (24 Familien), Warmersdorf (5 Familien), Meldau (4 Familien) und Mappenberg (2 Familien). Am 1. Mai 1978 wurde die Gemeinde Altenschwand mit Altenschwand (Kirchdorf und Weiler), Mappenberg, Meldau und Warmersdorf aufgelöst und in die Gemeinde Bodenwöhr eingegliedert.

## Sehenswürdigkeiten
- Wallfahrtskapelle St. Koloman

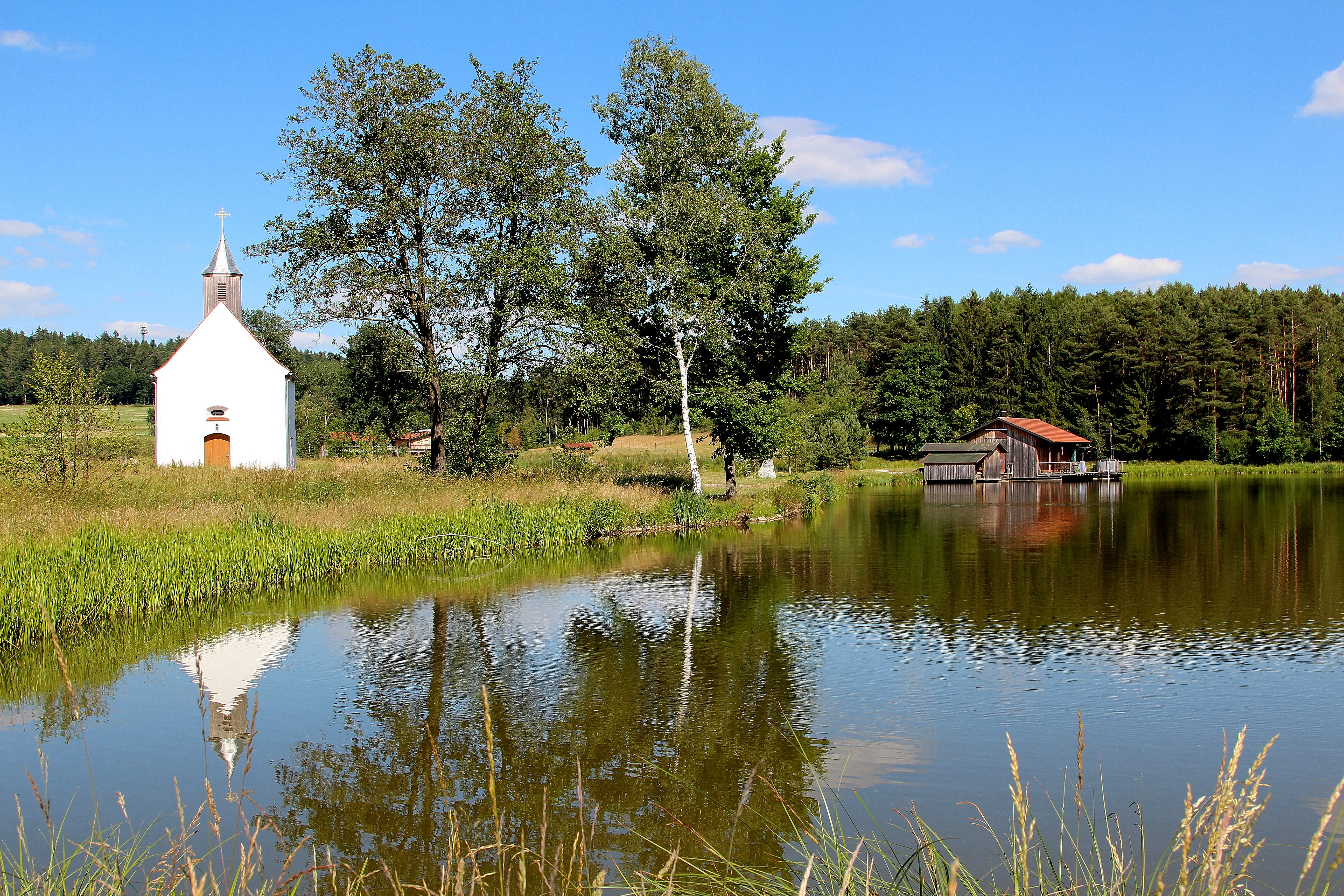
St. Koloman
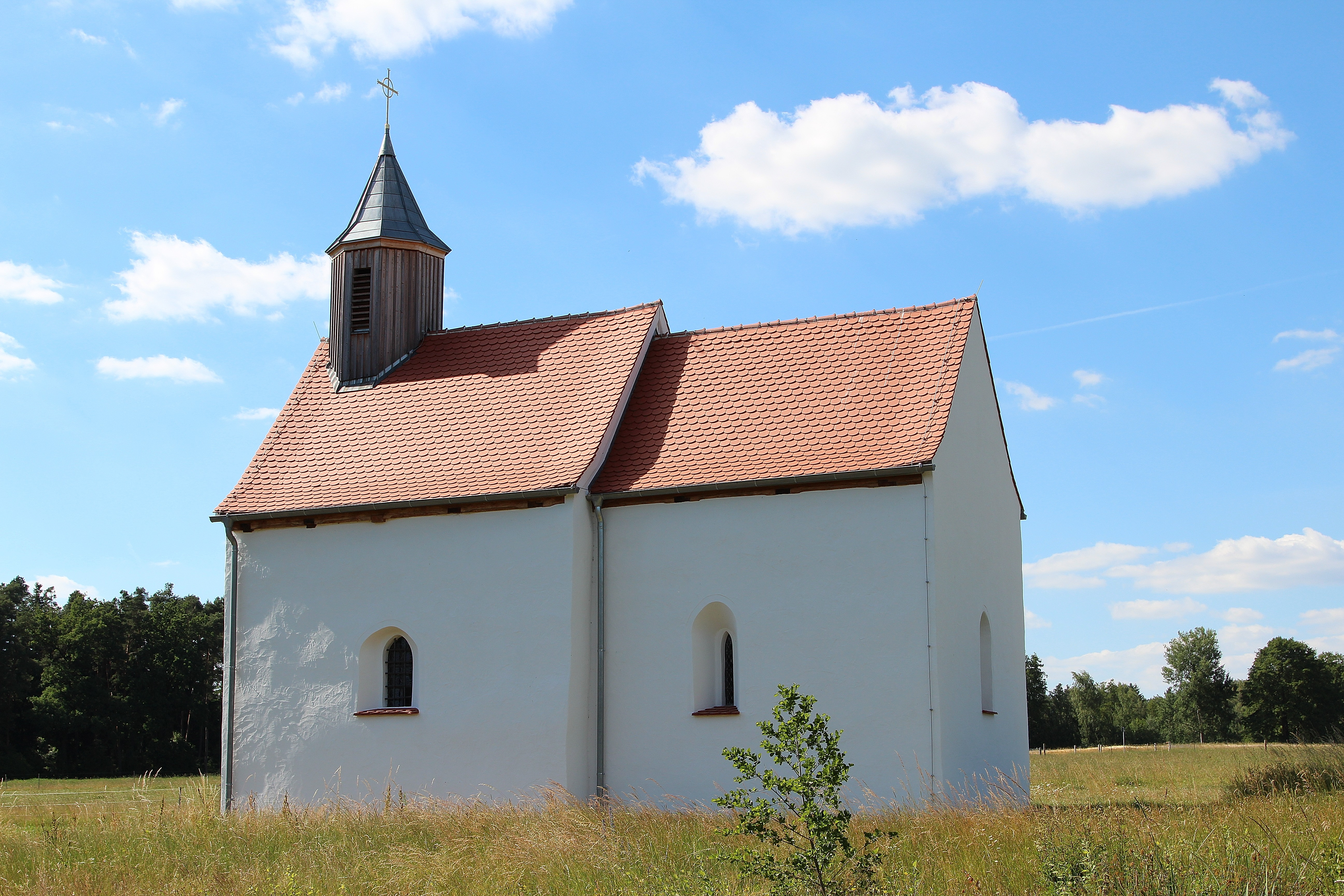
St. Koloman
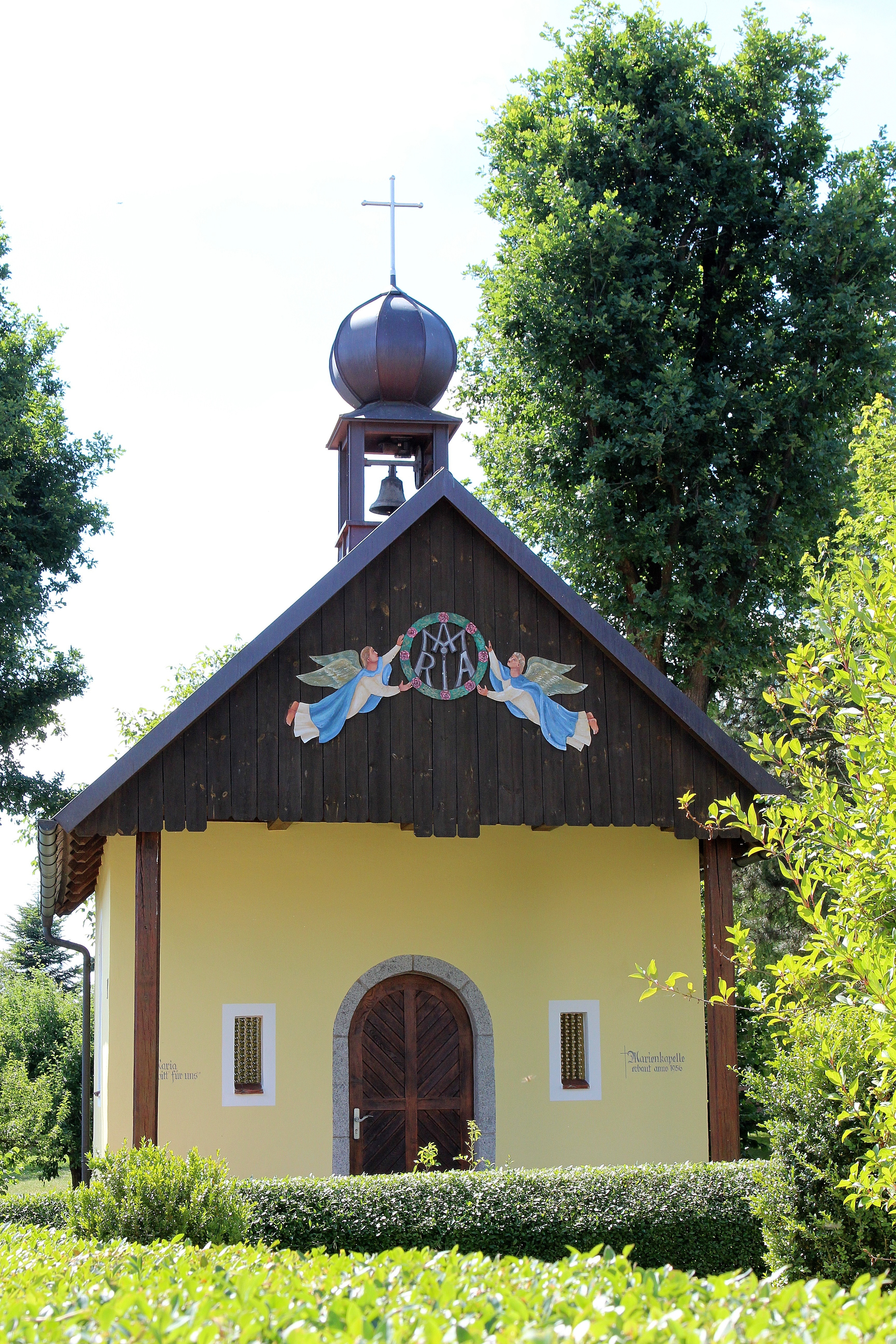
Marienkapelle